# Bring Us Together
Bring Us Together è il terzo album discografico in studio del gruppo musicale pop danese The Asteroids Galaxy Tour, pubblicato nel 2014.

## Tracce
1. Bring Us Together – 4:05 (Jacob Bellens, Lars Iversen, Mette Lindberg)
2. Navigator – 5:09 (Jacob Bellens, Lars Iversen, Mette Lindberg)
3. My Club – 3:49 (Lars Iversen, Mette Lindberg)
4. Get Connected – 3:46 (Lars Iversen, Mette Lindberg)
5. Choke It – 5:15 (Lars Iversen, Mette Lindberg)
6. Hurricane – 4:12 (Lars Iversen, Mette Lindberg)
7. Rock the Ride – 4:11 (James Collins, Lars Iversen, Peter Iversen, Mette Lindberg, Jacob Vølver)
8. I Am the Mountain – 5:31 (Klara Sophia Byskov, Lars Iversen, Mette Lindberg)
9. Zombies – 4:48 – Lars Iversen, Mette Lindberg
10. X – 3:43 (Lars Iversen, Mette Lindberg, Philip Trappaud Rønne)